# Propellente ipergolico
Un propellente si dice ipergolico quando l'accensione avviene in modo spontaneo nel momento in cui il combustibile viene a contatto col comburente (in questo caso si deve più propriamente parlare di ossidante).
I propellenti ipergolici sono molto tossici; quello più utilizzato è dato dalla combinazione di idrazina e tetraossido di diazoto.
Altri propellenti ipergolici utilizzati o provati in passato sono:
- l'acido nitrico e l'anilina,
- l'acido nitrico e l'idrazina,
- l'acido  nitrico e l'alcool furfurilico,
- il fluoro e l'idrazina.

Essi hanno un largo uso in ambito astronautico. Esempi di utilizzo sono: il controllo di assetto (sistema RCS), la modifica dell'orbita (ad esempio i motori OMS degli Space Shuttle), la modifica della traiettoria (esempio: navicella spaziale Apollo), motori per la discesa e ascesa lunare del Modulo Lunare Apollo. Il vettore sovietico Proton e quelli cinesi Lunga Marcia utilizzano questo tipo di propellente, così come i propulsori SuperDraco delle capsule Dragon di Space-X.